# Cosmosoma sicula
Cosmosoma sicula là một loài bướm đêm thuộc phân họ Arctiinae, họ Erebidae.